# Tanaka Shoichi
Shoichi Tanaka (sinh ngày 24 tháng 7 năm 1970) là một cầu thủ bóng đá người Nhật Bản.

## Sự nghiệp câu lạc bộ
Shoichi Tanaka đã từng chơi cho Shimizu S-Pulse.